# Camil Ros i Duran
Camil Ros i Duran (Vallromanes, 1 de novembre de 1972) és un sindicalista català, actual Secretari General de la UGT de Catalunya.

## Biografia
Va ser cofundador del moviment Avalot-Joves de la UGT de Catalunya i el 1998, amb 26 anys, va ser elegit secretari general del sindicat a les comarques gironines. Va estar en el càrrec una dècada, fins que va incorporar-se a la direcció nacional del sindicat, primer al capdavant de la secretaria de coordinació sectorial, i després com a secretari de Política Sindical. Vinculat a ERC, Camil Ros va arribar a ser líder de les joventuts del partit (JERC) entre 1996 al 1998.
L'abril de 2016, al 15è Congrés Nacional de la UGT, celebrat a Terrassa, fou designat per ocupar la secretaria general de la UGT de Catalunya, en substitució de Josep Maria Álvarez, de qui fins llavors era número dos, com a secretari de Política Sindical.
El desembre de 2020, és reelegit secretari general de l'organització, en el 16è Congrés Nacional de la UGT de Catalunya celebrat a Barcelona. En els últims anys s'ha manifestat a favor de la reducció de la jornada laboral. Fou reelegit per a un tercer mandat com a secretari general de la UGT de Catalunya en gener de 2025.